# Marie von Stedingk
Maria "Marie" Fredrica von Stedingk, född 31 oktober 1799 i Sankt Petersburg, död 15 juni 1868 i Stockholm, var en svensk tonsättare och hovfunktionär. 

## Biografi
Marie Stedingk var dotter till fältmarskalken greve Curt von Stedingk och Ulrika Fredrika Ekström. Hennes mor var hushållerska hos hennes far, och föräldrarna gifte sig först fem år efter hennes födelse, vilket gjorde Maria Fredrica illegitim, något som var en ovanlig situation inom adeln. 
Liksom sina syskon fick hon en hög bildning, eftersom hennes föräldrar ansåg utbildning viktig för alla sina barn oavsett kön, och undervisades av privatlärare.
Hon var hovfröken hos drottning Desideria 1823–1860.  Hon dog ogift, men ska enligt ryktet ha haft älskare. Fritz von Dardel nämner henne i samband med en sällskapslek år 1840, där han blivit utmanad att kyssa handen på den mest koketta kvinnan i rummet och då valde henne: 
"Jag kände henne helt litet och visste blott, att hon ansågs tämligen älskogslysten, fast hon redan öfverskridit den ålder, då man gör eröfringar. 'Jag har vändt mig till eder, min fröken', förklarade jag, 'emedan jag hört er kvickhet prisas och därför antog, att ni bättre än någon annan skulle upptaga skämtet'".
Till von Stedingks kompositioner hör Nocturne för melodiinstrument (upptecknad av Mathilda Berwald). Mathilda d'Orozco tillägnade henne Sex Sånger för Piano (1842).

## Verk
- Nocturne för melodiinstrument